# Monastère de Kirill Tchelmogorski
Le monastère de Kirill Tchelmogorski (en russe : Кири́лло-Челмого́рский монасты́рь) est un ancien monastère orthodoxe russe. Plus ancien monastère de l'oblast d'Arkhangelsk, il se situait au sud-est du village de Morchtchikhinskaïa dans le raïon moderne de Kargopol. Entre 1932 et 1934, le monastère fut détruit par les autorités soviétiques, et il en reste aujourd'hui des ruines.

## Histoire
Le monastère a été fondé par le moine Kirill Tchelmogorski de Novgorod sur le mont Tchelma, au nord du lac Liokchmozero et à l'est de la rivière Tchelma. Il vécut seul dans sa cellule pendant 52 ans, et plusieurs années après sa mort (1368), la cellule monastique est devenue un monastère.
Plusieurs édifices se sont ajoutés au cours du temps, et le monastère devint le centre de pèlerinage de la région.
Pendant la période soviétique, les moines furent arrêtés en 1932, et les  bâtiments furent ensuite démantelés entre 1932 et 1934.
Aujourd'hui, il ne reste que de ruines, et en 2012, une chapelle a été érigée sur le site.